# Le Rendez-vous (Torchwood)
Pour les articles homonymes, voir Rendez-vous.
Le Rendez-vous (The Gathering traduction littérale : La réunion) est le neuvième et avant-dernier épisode de la quatrième saison de la série télévisée britannique Torchwood, saison intitulée Torchwood : Le Jour du Miracle.

## Distribution
- John Barrowman : Capitaine Jack Harkness
- Eve Myles : Gwen Cooper
- Mekhi Phifer : Rex Matheson
- Alexa Havins : Esther Drummond
- Kai Owen : Rhys Williams
- Bill Pullman : Oswald Danes
- Lauren Ambrose : Jilly Kitzinger
- Candace Brown : Sarah Drummond
- Sharon Morgan : Mary Cooper
- William Thomas : Geraint Cooper
- Marina Benedict : Charlotte Willis
- John de Lancie : Allen Shapiro
- Paul James : Noah
- Teddy Sears : Homme aux yeux bleus
- Frances Fisher : La mère Colasanto
- Ian Hughes : Finch
- Adam Silver : Le jeune homme
- Willis Chung : Chinois
- Danny Szam : Surveillant
- Jesse Wang : Ouvrier chinois
- Gilbert Wayne : Vieil homme
- Russell T Davies : Animateur radio

## Résumé
Esther et Jack vivent dans la clandestinité en Écosse. Depuis qu'ils sont en Écosse, Esther prend des échantillons de sang de Jack car ils soupçonnent que son sang a une importance significative vis-à-vis du Miracle, des Familles et de la Bénédiction. Le sang de Jack est stocké dans une valise de métal pour être disponible en cas de besoin. Finalement quand Oswald Danes se rend à la résidence de Gwen Cooper à Cardiff avec des informations sur l'homme qui se cache derrière le Miracle, l'équipe se retrouve chez les Cooper. De son côté la CIA trouve des preuves grâce à un roman de gare qui semble avoir un lien avec Jack, l'auteur en question aurait vu Jack dans la cave de la boucherie Giordano.
Torchwood découvre que Jilly Kitzinger a été embauchée par PhiCorp pour réécrire les traductions anglaises de dépêches d'information étrangères, par exemple un homme à Shanghai qui dit en fait qu'il a été sauvé par la Bénédiction.
Esther remarque que les banques du sang ont été incendiées peu de temps avant le Miracle dans deux des villes les plus peuplées du monde: Shanghai et Buenos Aires. Rhys, examinant un globe terrestre, comprend qu'elles sont situées aux antipodes l'une de l'autre.
Entretemps, les autorités de police dans le cadre de la législation sur les Catégories qui a été rétablie ont l'autorité d'entrer dans les foyers si les résidents sont suspectés de dissimuler des Catégories 1. Considérés comme légalement morts, tout Catégorie 1 est mis en camp et détenu jusqu'au moment où il est incinéré dans les fours. Le père de Gwen, Geraint, a été dissimulé derrière un panneau de bois dans la cave. Quand un inspecteur revient une seconde fois avec un nouveau système d'imagerie thermique, il saisit le père de Gwen. Gwen le supplie de les laisser, mais rien n'y fait. Elle rappelle donc à Jack et aux autres que tout ce qu'elle veut est mettre fin au Miracle et à cette dérive autoritaire liée au désastre.
La découverte de Rhys de deux points géographiques traversant la Terre est à l'image du logo de PhiCorp - la lettre grecque Φ. Ils décident de se séparer pour enquêter: Rex et Esther se rendront à Buenos Aires; Jack, Gwen et Oswald (qui en sait trop pour être libéré et qui pourrait être massacré par Rhys s'il reste chez les Cooper) seront infiltrés à Shanghai par des trafiquants d'armes. Ainsi que le dit Jack, Torchwood est devenu mondial.
Pendant ce temps, Jilly Kitzinger se voit donner une identité entièrement nouvelle par les Familles: "Lucy Statten Meredith". Elle cesse d'exister sous son ancienne identité, et est promue dans un nouvel emploi à Shanghai. Rencontrant un membre des Familles, elle se voit complimenter pour ses talents de narration et est informée qu'elle a été embauchée principalement pour réécrire l'Histoire pour les Familles. Elle est amenée à la Bénédiction, qui s'avère être une gigantesque structure vivante qui court par le centre de la planète de Shanghai à Buenos Aires.
À Shanghai, Gwen découvre que Jack n'est pas guéri de sa blessure par balle, et qu'il va, en fait, beaucoup plus mal après son voyage. Ôtant ses bandages, Gwen évalue sa plaie et une goutte de sang tombe sur le sol de l'appartement où ils résident. Oswald leur fait remarquer qu'elle se déplace sur le sol, comme si elle était aimantée par une force invisible, et Gwen émet l'hypothèse que le sang de Jack est attiré par la Bénédiction - Jack est connecté au phénomène de la Bénédiction.